# Myotis ater
Myotis ater är en fladdermus i familjen läderlappar som beskrevs av Peters 1866. Wilson & Reeder (2005) skiljer mellan två underarter.
Arten är med en vikt av 6,5 till 8 g och en underarmlängd av 34,7 till 39,5 mm en medelstor medlem i släktet Myotis. Pälsens hår är svarta vid roten och därför ser fladdermusen på ovansidan mörk gråbrun ut. Undersidan är däremot ljusare grå. Myotis ater är större och mörkare än andra arter av samma släkte som lever i samma region (Myotis gomantongensis och Myotis muricola).
Denna fladdermus förekommer med flera från varandra skilda populationer i Sydostasien från Thailand och Vietnam över Borneo och Sulawesi till Halmahera och Seram. Habitatet utgörs bland annat av skogar och jordbruksmark.
Individerna vilar ensam eller i mindre kolonier i grottor eller i byggnader. De flyger ofta längs vattendrag och jagar insekter.